# Làser de cristall líquid

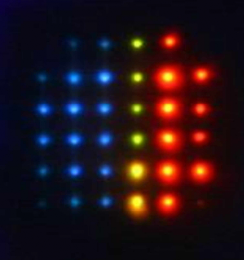
Figura 1. Exemple de LCL, el láser és filtrat per un cristall líquid de camp de gradient.

Els làsers de cristall líquid, també coneguts com a LCL (Liquid Crystal Laser), són un nou tipus de làsers pensats per a la reproducció de colors o representació d'imatges. El conjunt que forma el LCL consta d'un flux làser d'entrada, una matriu de lents i una cel·la de cristall líquid.

## Funcionament i aplicacions
El funcionament del LCL es basa principalment en la matriu de lents i la cel·la de cristall líquid. El seu funcionament és relativament senzill:
1. S'injecta un làser de 430 nm de longitud d'ona a la matriu de lents.
2. Cada lent enfoca el làser i el converteix en un feix de llum extremadament prim, obtenint així 100 fluxos làser enfocats.
3. Cada feix resultant passa per la cel·la de cristall líquid, en passar pel cristall líquid aquest canvia la seva longitud d'ona, de manera que el seu color variarà en funció de l'orientació del cristall líquid en el punt en què és travessat per cada flux làser.
LCL és capaç de projectar diferents colors amb un mateix flux làser gràcies al fet que cristall líquid s'excita amb un camp de gradient, de manera que pot haver-hi variacions dins d'una mateixa cel·la al contrari que en LCD, on cada cel·la de cristall líquid actua com a clau de pas de la llum. Gràcies a la flexibilitat del cristall líquid i la puresa del làser és capaç d'assolir un gran rang de colors (longituds d'ona) i contrastos superiors a 30.000:1 a televisors.
Aquest tipus de làser podran aplicar a camps com la medicina causa de la seva diminuta mida, la seva flexibilitat i el seu baix preu. Al costat de la fibra òptica podrien ser utilitzats en camps com la dermatologia o la detecció del càncer o la diabetis, així com la possibilitat d'usar-los en la tecnologia anomenada lab on a chip. Però per al consumidor comú el destí d'aquesta tecnologia segurament es trobarà en els televisors o sistemes de representació d'imatge, suposant així l'evolució dels actuals televisors làser i agafant el relleu de la pantalla de plasma.

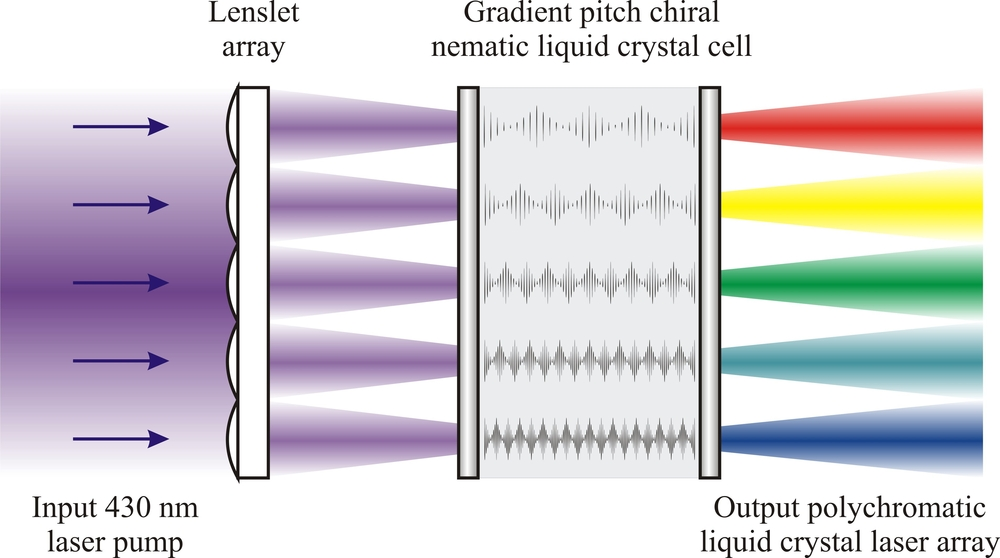
Figura 2. Exemple del funcionament del LCL

## LCL vs làsers semiconductors

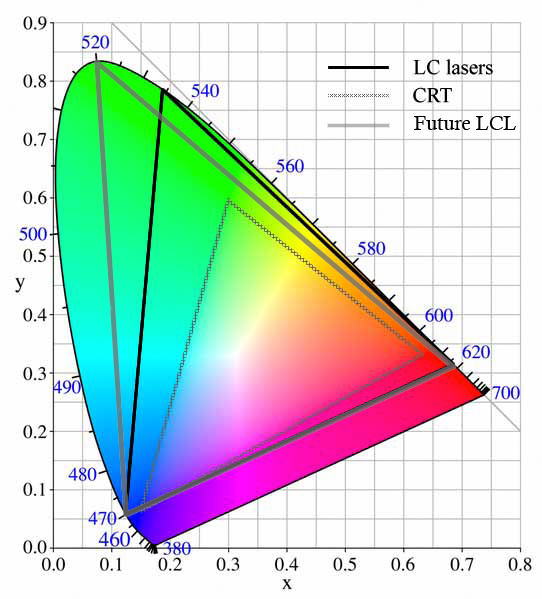
Figura 3. Comparativa entre el rang de colors assolit del LCL contra el de CRT

Els LCL tenen molts avantatges respecte als làsers semiconductors. En primer lloc, podem la longitud d'ona a la sortida del làser amb un simple ajust a la banda fotònica del cristall líquid. A més, el speckled pot reduir mitjançant l'ús d'una font làser de longitud d'ona curta o mitjançant l'ajustament del material de cristall líquid per a crear una major amplada de línia per a la il·luminació de sortida. Finalment, només una font làser és necessària per LCL, reduint els costos del sistema i la seva complexitat.

## Prestacions
Els LCL ofereixen moltes prestacions amb relació a les tecnologies làser convencionals:
- Rang de colors molt ampli, gairebé tres vegades més gran que les pantalles convencionals (Figura 3).
- Major resolució de pantalla i una relació de contrast i saturació de color excel·lent. La coherència dels sistemes de visualització basats en làser també faciliten les oportunitats de projecció de vídeo hologràfic.
- Projecció en nonplane (la superfície és trivial), LCL no necessita una superfície determinada per reproduir una imatge, ja que els raigs de llum són paral·lels entre si, de manera que observarem la mateixa imatge independentment de la distància a la qual és projectada.
- Llum pura i estable gràcies al fet que no hi ha variacions en la seva manera d'emissió.
- Mida reduïda, la mida del làser no supera l'amplada d'un cabell, això permet grans resolucions en pantalles més petites.
- Soluciona els problemes de speckle dels làsers comuns mitjançant la matriu de lents i l'ús de polsos de curta durada en l'emissió.
- Baix cost de fabricació, això és degut al fet que en els actuals sistemes de representació làser d'imatges RGB (Mitsubishi LaserVue) s'utilitza un làser per a cada component, en canvi a LCL només utilitza un làser per representar una matriu de 10x10 "píxels" amb una àmplia gamma de colors.

A diferència de projectors, la profunditat de focus és il·limitada. Aquests beneficis són el resultat del fet que els raigs làser són colineals, una característica que no està present en els projectors de llum. Per accedir a tots els valors de cromaticitat presents en el diagrama CIE1931 (Commission Internationale de l'Eclairage) que estan permeses, dins dels límits establerts, per les longituds d'ona dels làsers, s'utilitzen moduladors electroòptics per variar la brillantor de cada làser. És una tecnologia molt recent i encara s'està millorant. Un dels aspectes on hi ha camp de millora és en la projecció de làsers verds, actualment s'està intentant projectar tons verds de 520nm, per la qual cosa s'ampliaria notablement el rang de colors que pot representar. A causa de la distribució gaussiana del làser inicial (a 430 nm) els fluxos làser del voltant de la matriu tenen menys intensitat (gairebé nul·la). Es tracta d'una tecnologia que encara es troba en fase experimental.

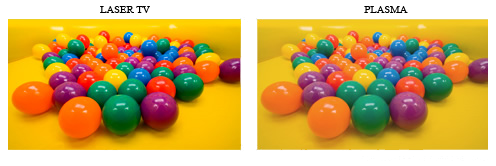
Figura 4. Comparativa entre televisors làser i de plasma